# La Cocina – Aptit på livet
La Cocina – Aptit på livet (spanska: La Cocina) är en amerikansk-mexikansk thriller- och dramafilm om hade premiär den 16 februari 2024. Filmen, som hade svensk premiär den 18 april 2025, är regisserad av Alonso Ruizpalacios som även skrivit manus tillsammans med Arnold Wesker.

## Handling
Filmen kretsar kring Pedro som arbetar restaurangen The Grill på Manhattan. När det upptäcks att det saknas pengar i kassan blir Pedro huvudmisstänkt.

## Rollista (i urval)
- Raúl Briones Carmona – Pedro
- Rooney Mara – Julia
- Oded Fehr – Rashid
- Laura Gómez – Laura
- James Waterston – Mark